# FIRE BEAT
「FIRE BEAT」（ファイア・ビート）は、Kis-My-Ft2の楽曲。2010年7月5日にdwango.jpにて着うたフル(R)で配信が開始された。

## 概要
「祈り」と共に配信が行われ、Kis-My-Ft2のメンバー全員が出演する『dwango.jp』のテレビCMが放送された。
「FIRE BEAT」をアレンジした「No.1〜FIRE BEAT」が、北山宏光・藤ヶ谷太輔が出演した 日本テレビ系ドラマ『美咲ナンバーワン!!』のオープニングテーマに起用された。そのバージョンは北山と藤ヶ谷の2人で歌われている。
1stアルバム『Kis-My-1st』の特典DVDにミュージック・ビデオが収録された。

## 楽曲
| #         | タイトル      | 作詞      | 作曲         | 編曲      | 時間 |
| --------- | ------------- | --------- | ------------ | --------- | ---- |
| 1.        | 「FIRE BEAT」 | 村野直球  | velvetronica | 宮永治郎  | 3:06 |
| 合計時間: | 合計時間:     | 合計時間: | 合計時間:    | 合計時間: | 3:06 |

## 収録アルバム
- Kis-My-Zero
  - 1stアルバム「Kis-My-1st」初回生産限定盤B特典CD
- KIS-MY-WORLD（初回生産限定盤A/B）
  - 初回生産限定盤Aにはライブバージョン、初回生産限定盤Bにはリミックスバージョンを収録。
- I SCREAM（通常盤）
  - メドレーの中の1曲として収録。